# Коста Серина
Коста Серина (итал. Costa Serina) је насеље у Италији у округу Бергамо, региону Ломбардија.
Према процени из 2011. у насељу је живело 333 становника. Насеље се налази на надморској висини од 888 м.

## Становништво
| 1931. | 1936. | 1951. | 1961. | 1971. | 1981. | 1991. | 2001. | 2011. |
| ----- | ----- | ----- | ----- | ----- | ----- | ----- | ----- | ----- |
| 1.473 | 1.368 | 1.560 | 1.348 | 993   | 911   | 888   | 914   | 973   |